# Белолобая горная ласточка
Белоло́бая го́рная ла́сточка, или белоло́бая ла́сточка (лат. Petrochelidon pyrrhonota), — это маленькая насекомоядная птица, представитель рода горных ласточек семейства ласточковых. Внутри вида выделяют 4 подвида.
Вид впервые был описан Луи Жаном Пьером Вьейо в 1817 г. Он дал птице название, которое с латыни переводится как огненноспинная, — нижняя часть спины этой ласточки контрастного светло-оранжевого цвета и выделяется на тёмном фоне спины, крыльев и хвоста. А вот русское название подчёркивает другую отличительную черту этой птицы — белое пятно на лбу. Кроме этих двух есть и ещё одна особенность присущая данному виду — прямой хвост. В остальном белолобая ласточка похожа на других ласточек: верх её туловища тёмно-синий, а низ — белый, щёки и шея красные. Её песня состоит из щебечущих звуков, а наиболее частый издаваемый звук — «чир».
Белолобая ласточка зимует в Южной Америке, а весной прилетает гнездиться на территорию Северной Америки. Колонии этих птиц можно увидеть на скалах и в городах. Они строят свои гнёзда под выступами, под крышами и под мостами. По виду гнёзда похожи на бутылки, они слеплены из глины и прикреплены вплотную друг к другу. В одном месте могут находиться десятки или даже сотни гнёзд. За один сезон у пары ласточек может быть до 3 выводков. В кладке в среднем 4—5 яиц с белой в крапинку скорлупой. Самка насиживает кладку около 16 дней. Вылупившиеся птенцы будут находиться под опекой своих родителей около 3 недель, после чего покинут гнездо. 
Ласточки истребляют многих насекомых. Они ловят их на лету. Очень часто можно увидеть в воздухе стаю птиц, которая гоняется за своей добычей. Более чем 80 видов насекомых входит в рацион белолобой ласточки. Поедая их, она приносит очень много пользы.

## Этимология и систематика
Научное описание данного вида впервые было сделано французским орнитологом Луи Жаном Пьером Вьейо. Ученый отнёс эту птицу к роду ласточек и дал название Hirundo pyrrhonota.
Слово pyrrhonota в переводе означает огненноспинная, оно образовано от двух корней: др.-греч. πυρρος (pyrrhos) — огненный, красный и νῶτος (nõtos) — спина.  
Русское название белолобая ласточка получила за отличительное белое пятно на лбу. 
В настоящее время белолобая ласточка относится к роду горных ласточек. Генетические исследования, проводимые в отношении представителей семейства ласточковых, показали более отдалённое родство белолобой ласточки с представителями рода настоящих ласточек.

## Описание

### Внешний вид
Маленькая птица с обтекаемым туловищем. Масса тела составляет 17-27 г. Длина туловища — 13-15 см. Голова маленькая и немного сплюснутая, как и у всех ласточек. Туловище стройное и удлинённое. Крылья узкие. Хвост прямой. Лапы короткие и четырёхпалые. Линька проходит 1 раз в году. У взрослых особей верх головы тёмно-синий, а на лбу есть белое пятно, по которому можно однозначно идентифицировать данный вид. Щёки и шея красные. Спина, хвост и крылья темно-синие.  Брюшко белое. Зашеек и надхвостье окрашены в светло-оранжевый цвет.

### Голос
Щебетание. Один из часто произносимых звуков передаётся как «чир».

### Подвиды
Выделяют 4 подвида белолобой ласточки:
- P. p. ganieri (A. R. Phillips, 1986)
- P. p. melanogaster (Swainson, 1827)
- P. p. pyrrhonota (Vieillot, 1817)
- P. p. tachina Oberholser, 1903

### Схожие виды
Учитывая места обитания белолобой ласточки, наиболее похожим на неё видом является ангольская ласточка. Эти два вида имеют схожие размеры тела и одинаковый силуэт, в высоком полёте их трудно отличить. Но у ангольской ласточки есть и характе́рные черты: у неё выемчатый хвост, красная окраска не только головы, но и горла, однотонная синяя окраска затылка, зашейка, спины, крыльев и хвоста  и нет белого пятна на лбу.

## Размножение

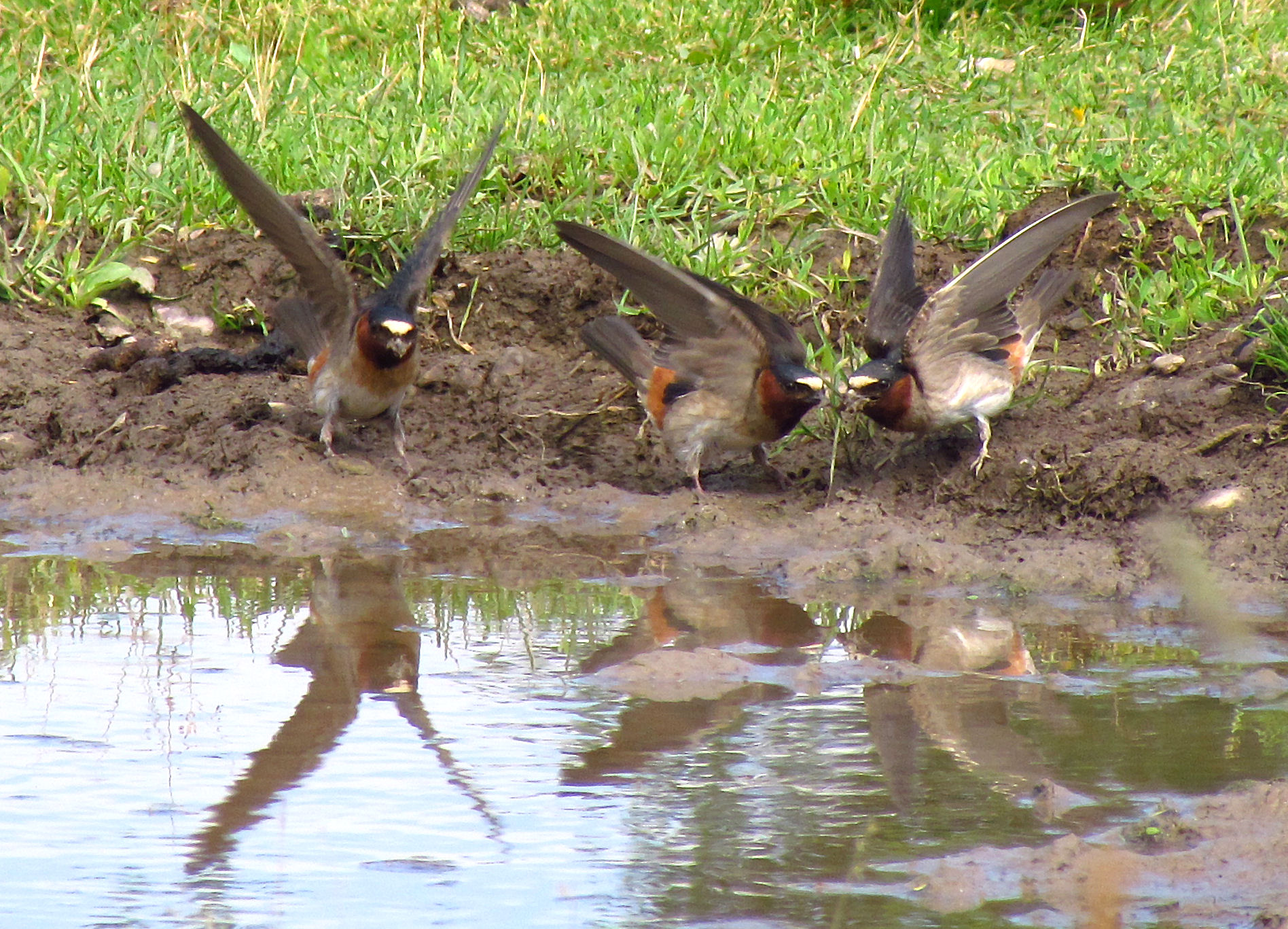
Сбор строительного материала

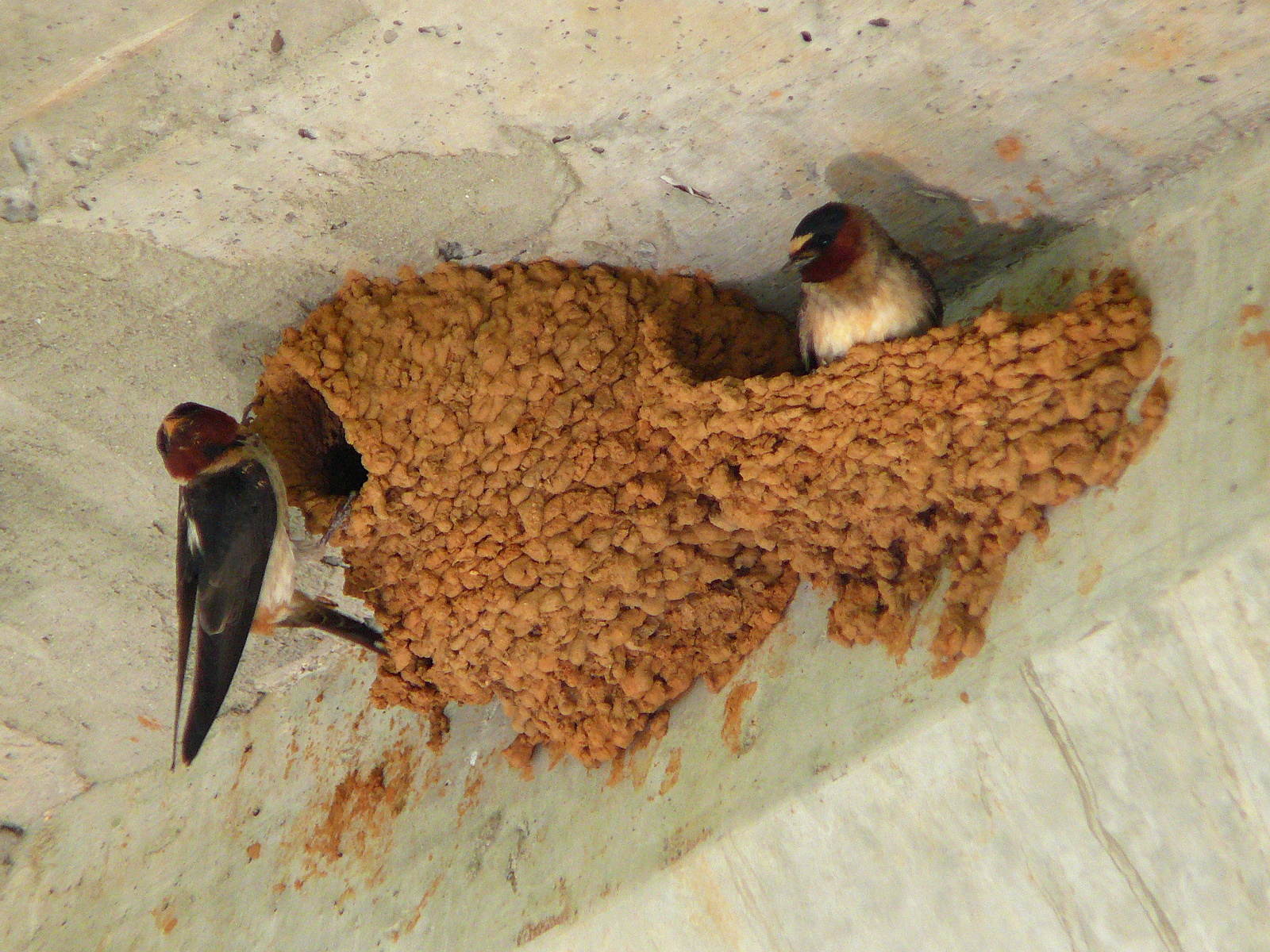
Соседи строят гнёзда

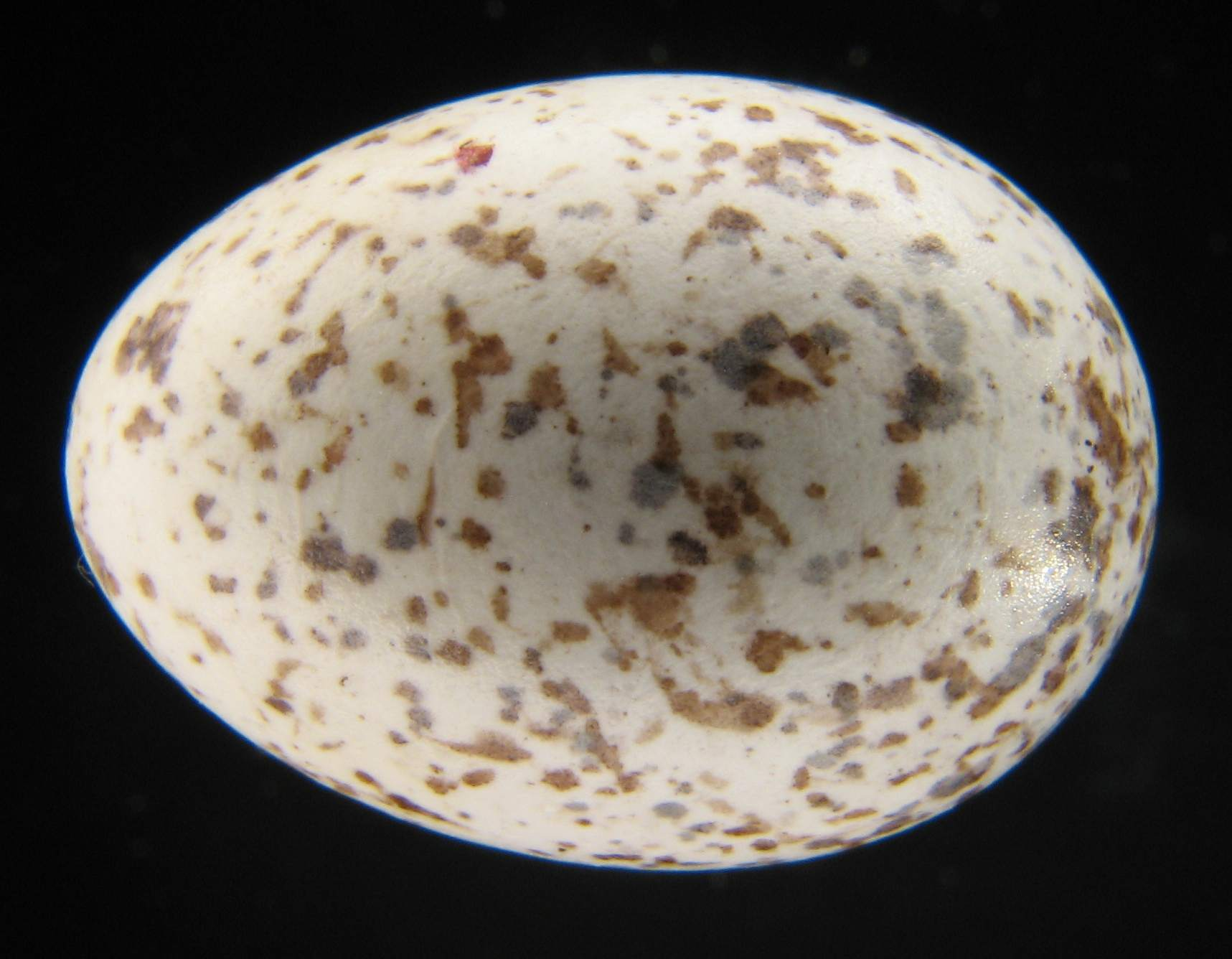
Яйцо

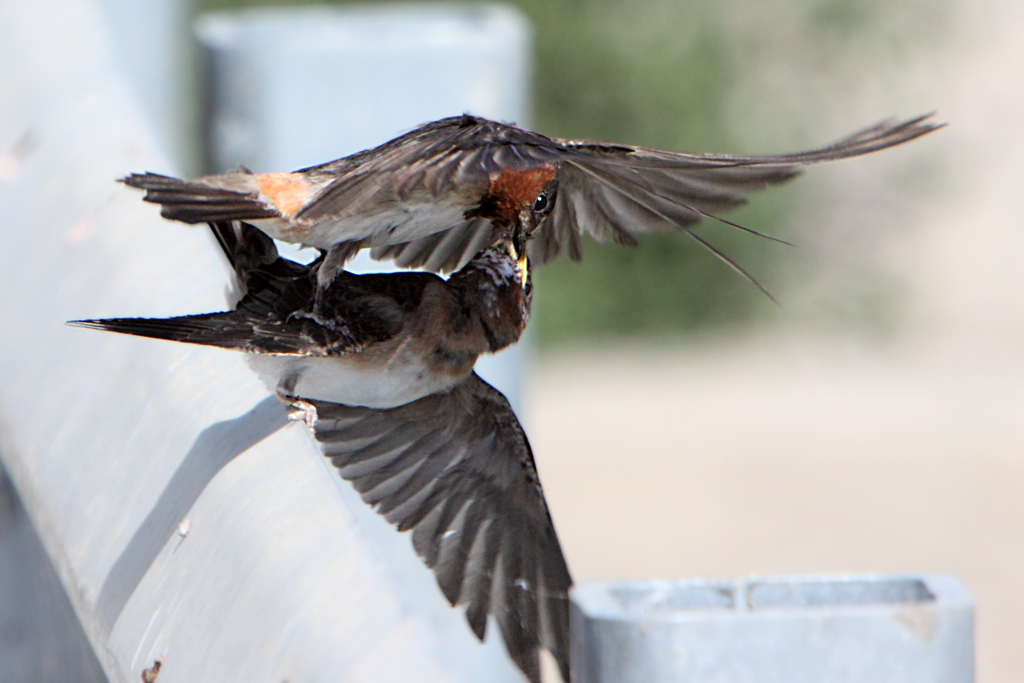
Взрослая птица кормит своего птенца на лету

### Образование пары
Половая зрелость у белоголовых ласточек наступает в возрасте около 1 года. Вскоре после прилёта начинают образовываться пары. 

### Гнездо
Как и многие другие ласточки, гнездо лепят из комков грязи, скрепляя их собственной слюной. Строительный материал собирается около рек и других водоёмов. Птицы приносят комочки грязи в клювах, а затем складывают их на стены гнезда. Ласточки начинают лепить шарообразное основание по виду похожее на гнездо деревенских ласточек. В дальнейшем там будет располагаться гнездовая камера. После того, как эта часть работы будет закончена, к основанию пристроится небольшой тоннель, а форма законченного гнезда будет похожа на бутылку. 
Белолобые ласточки — колониальные птицы. Очень часто гнёзда строятся рядом друг с другом; при этом соседние гнёзда могут иметь общие стенки. Это позволяет ускорить процесс строительства и уменьшить количество расходуемого материала. Такое близкое соседство нескольких десятков или иногда даже сотен птиц позволяет им без труда отгонять многих врагов и успешно выращивать своих птенцов.
Белоголовые ласточки не отстраивают гнёзда каждый раз. Они заселяются в ранее построенные гнёзда, иногда ремонтируя их, если это нужно.
В естественных условиях ласточки гнездятся на скалах, сооружая гнёзда под выступами на высоте достаточной, чтобы уберечь их выводок от хищников.  В городах ласточки могут выбрать и место под крышей дома, и под мостом, и под навесом. Как и многие другие представители семейства, они не боятся поселиться рядом с человеком.

### Птенцы
Самка откладывает в среднем 4—5 яиц, а за сезон у неё может быть до 3 выводков. Скорлупа яйца белая с многочисленными коричневыми крапинками равномерно распределёнными по всей поверхности. Насиживание длится около 16 дней, после чего вылупляются птенцы. Только что появившийся на свет птенец покрыт редким белым пухом. Он полностью оперится и научится  летать через 24 дня.  

## Питание
В рацион питания входят только насекомые. Более чем 80 их видов истребляются белолобыми ласточками. Стая птиц поднимается в воздух и охотится за ними на лету. Ласточки преследуют тучи насекомых, истребляя в основном мелких. Большую часть рациона составляют различные виды жуков, комаров и представители саранчовых. Может съедать и летающих муравьёв и пауков, переносимых потоками воздуха. Ловит и более крупную добычу, например стрекоз. В пасмурную погоду птицы могут охотиться над водной гладью, где можно поймать больше пищи.

## Распространение

### Ареал
Гнездится на территории Северной Америки. Широко распространена во многих штатах США и в Мексике. Зимует в Южной Америке. В России этот вид зарегистрирован в Чукотском автономном округе.

### Места обитания
Предпочитает селиться рядом с водоёмами. Выбирает открытые пространства для охоты. 

### Миграции

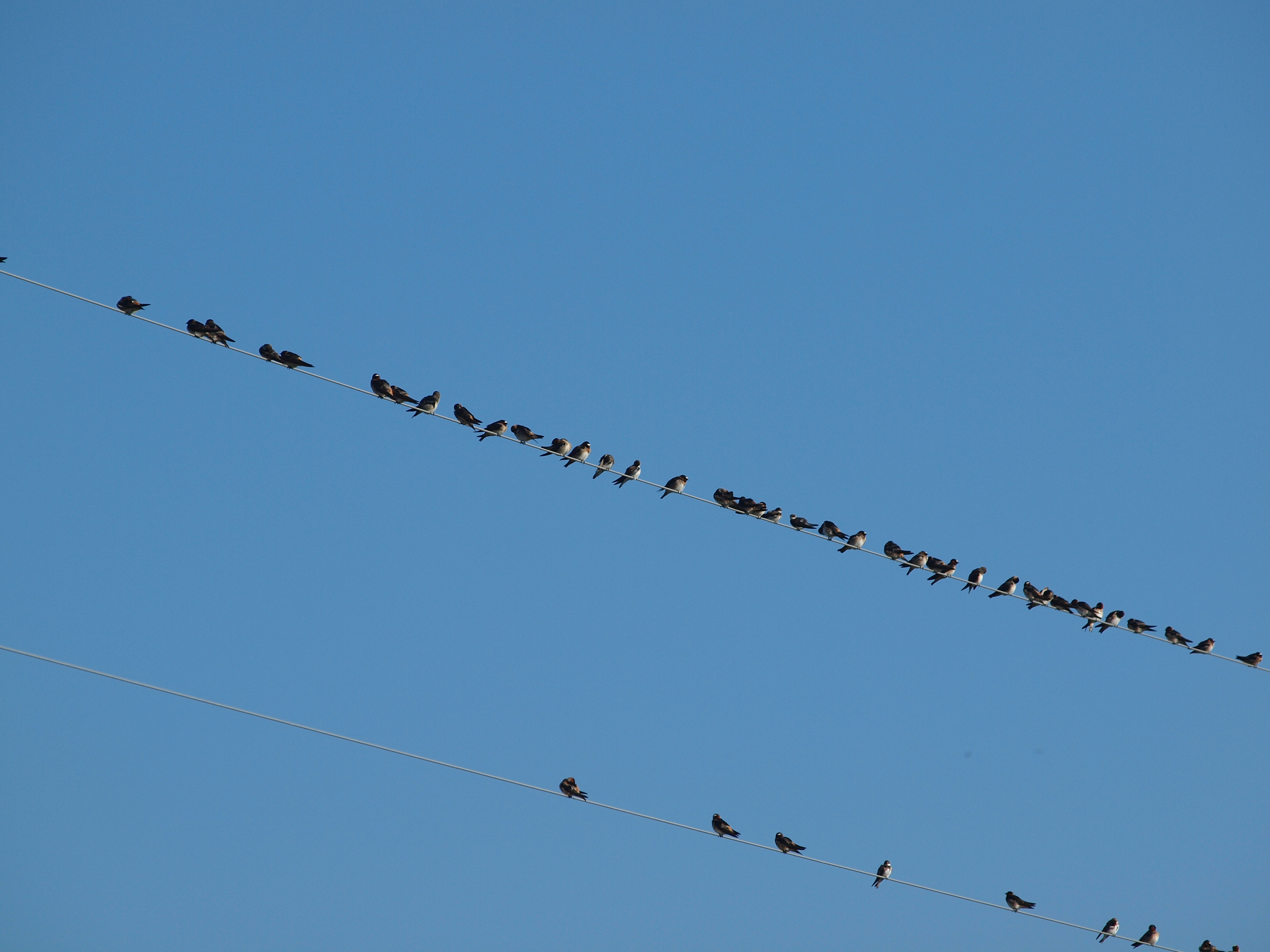
Стая ласточек, прилетевших в мае

Ласточки совершают ежегодные миграции с мест зимовок до мест гнездования. Они собираются в большие стаи и перелетают с континента на континент. Белолобые ласточки прилетают на территорию Северной Америки с марта по май. Они возвращаются к своим старым гнёздам, чтобы выводить новое потомство. Птицы используют одни и те же гнёзда в течение многих лет и просто так не покинут свои территории, в случае же когда это необходимо, ласточки способны быстро адаптироваться, ведь они спокойно себя чувствуют даже по соседству с человеком. В обратный путь птицы будут собираться летом — в начале осени. В июле—сентябре птицы покинут гнездовые территории и отправятся в Южную Америку на зимовку. Молодые птицы будут лететь вместе с родителями и другими членами стаи.